# Miguel Estanislao Soler
Miguel Estanislao Soler (Buenos Aires, Virreinato del Río de la Plata, 1783 – San Isidro, Buenos Aires, Argentina; 1849) fue un militar y político argentino, que luchó en la guerra de Independencia de la Argentina y de Chile, y en las guerras civiles argentinas. También fue gobernador de la Banda Oriental y de la Provincia de Buenos Aires.

## En la Banda Oriental
Militar desde muy joven, participó de la lucha contra las invasiones inglesas y en la represión de la fracasada revolución de Martín de Álzaga. Apoyó también la Revolución de Mayo de 1810.
Enviado como jefe del Regimiento de Pardos y Morenos a la Banda Oriental en 1811, triunfó en dos pequeñas batallas en Soriano y El Colla. Luchó a órdenes de José Artigas en el combate de San José, y luego sirvió durante tres años en el Sitio de Montevideo, con una actuación decisiva en la victoria de Cerrito, siendo ascendido al grado de coronel. Formó parte del ejército que tomó la ciudad en mayo de 1814.
En agosto de ese año fue nombrado gobernador de la Banda Oriental, sucediendo en el cargo a Nicolás Rodríguez Peña. Pero la mayor parte de esta provincia estaba en poder de los federales de Artigas. Desde la capital envió varias expediciones para acabar con ellos, que fracasaron definitivamente con la batalla de Guayabos en enero de 1815. Por orden del nuevo director, Alvear, evacuó la ciudad llevándose todas las armas, dinero y cualquier cosa de valor que encontró. Alvear ofreció la independencia de la Banda Oriental, pero Artigas la rechazó, ya que no era eso lo que él y los orientales buscaban era la autonomía de su provincia dentro de las Provincias Unidas del Río de la Plata.

## Campaña a Chile
Soler se trasladó con todo su ejército a Buenos Aires, donde fue nombrado comandante de armas del interior de la provincia de Buenos Aires. Tras el motín de Fontezuelas, usó esas fuerzas para exigir la renuncia de Alvear al gobierno.
Se unió a Manuel Dorrego, Manuel Moreno y otros en la formación de un grupo autonomista en la provincia de Buenos Aires, exigiendo el gobierno autónomo de la misma (algo parecido a lo que había logrado Artigas). Pero el director Juan Martín de Pueyrredón se lo sacó de encima enviándolo a Mendoza.
Se incorporó al Ejército de los Andes que estaba formando el general José de San Martín. Este lo ascendió en julio de 1816 al grado de general. Como jefe de vanguardia, participó del cruce de la Cordillera de los Andes, un día adelante del propio San Martín, que cruzó por el mismo camino. Dirigió las batallas de Las Coimas y Putaendo.
Tuvo una actuación destacada en la victoria de Chacabuco. Molesto por la actitud del general Bernardo O’Higgins en esa batalla, lo acusó de haber puesto en peligro la victoria con su carga apresurada. Esa acusación llevó a un entredicho que tomó estado público y terminó con su separación del ejército y su regreso a Buenos Aires.

## La anarquía del año 1820

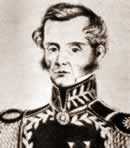
Retrato de Soler.

Se mantuvo en la oposición sin mando de tropas hasta que, en 1819, el director José Rondeau le dio nuevamente el mando del ejército de campaña, con sede en la villa de Luján. Al llegar la noticia de la derrota directorial en la batalla de Cepeda, exigió al Cabildo de Buenos Aires que asumiera el mando en la provincia, disolviendo el Congreso y expulsando del mando a Rondeau. Eso provocó la caída del Directorio y la autonomía de la Provincia de Buenos Aires. Pero también trajo la anarquía a esa y casi todas las demás provincias.
Durante el gobierno de Manuel de Sarratea siguió siendo el comandante de campaña. Una cláusula secreta del Tratado del Pilar, firmado con los federales, obligaba al gobernador a entregarles armamento. Cuando el gobernador comenzó a cumplir ese punto del acuerdo, el 6 de marzo Soler y los militares con mando de tropa lo derrocaron, juzgando que la provincia quedaba indefensa. Asumió el mando el general Juan Ramón Balcarce, pero no se pudo sostener sino unos pocos días. Ante las amenazas de los caudillos federales, el mismo Soler depuso a Balcarce y llamó de nuevo a Sarratea.
En mayo renunció Sarratea, mientras el más completo desorden reinaban en la provincia; asumió el gobierno Ildefonso Ramos Mexía, pero no tenía poder alguno. El 17 de junio, el Cabildo de Luján y el ejército nombraron gobernador a Soler. Ramos Mejía renunció el día 20, y recién el 23, la legislatura provincial reconoció como gobernador a Soler.
En ese momento estaba de regreso el gobernador de la Provincia de Santa Fe, Estanislao López, que invadía para obligar al gobierno porteño a cumplir el Tratado del Pilar. Soler lo enfrentó el 28 de junio en la batalla de Cañada de la Cruz, llevando como segundos a Domingo French y Manuel Pagola. Fue derrotado, e incluso French cayó preso. Mientras Soler huía a Montevideo, el coronel Pagola ocupó brevemente el centro de la capital; la tranquilidad llegaría recién cuatro meses después.

## Guerra del Brasil y últimos años

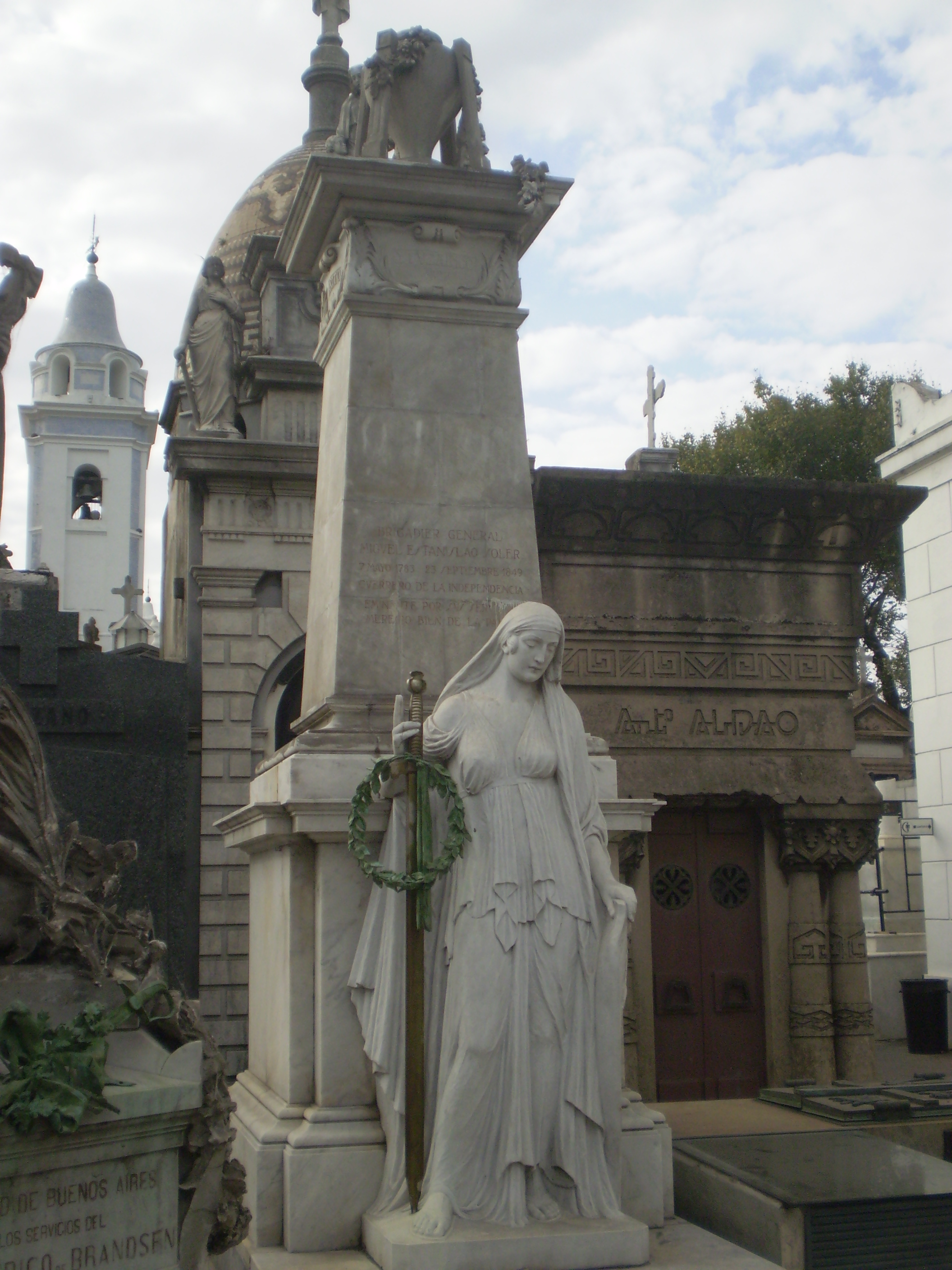
Su tumba en el cementerio de la Recoleta.

Regresó a Buenos Aires en 1822 y al año siguiente fue nombrado inspector general del ejército. Fue el jefe de Estado del ejército que hizo la campaña contra el Imperio del Brasil, destacándose como un eficaz organizador; comandó el 3.er cuerpo del ejército, que incluía toda la infantería y la artillería. En la batalla de Ituzaingó fue el encargado de distribuir las divisiones en el campo de batalla, con independencia de las órdenes del general Alvear, contribuyendo poderosamente a la victoria.
Regresó a Buenos Aires en 1828 y fue nombrado embajador ante el gobierno de Bolivia. Pero el golpe militar de Juan Lavalle, que terminó con la muerte de Dorrego, lo hizo regresar a Buenos Aires; allí fue miembro del consejo consultivo del general golpista, y después del de su sucesor, Juan José Viamonte. En 1830, el gobernador Juan Manuel de Rosas lo nombró comandante de las fuerzas urbanas de la capital. Fue un firme partidario de Rosas, pero la sangrienta represión del año 1840 lo indujo a trasladarse a Montevideo. Regresó al año siguiente, aunque no volvió a ejercer cargo alguno.
Murió en septiembre de 1849 en San Isidro, Provincia de Buenos Aires. Sus restos mortales descansan en el Cementerio de la Recoleta de la Ciudad de Buenos Aires. El monumento fue esculpido por Torquat Tasso i Nadal.
| Predecesor: Nicolás Rodríguez Peña                   | Gobernador de Montevideo 1814 – 1815                                                                   | Sucesor: Fernando Otorgués |
| Predecesor: Ildefonso Ramos Mexía                    | Gobernador de Buenos Aires (compartido con el Cabildo y Ramos Mexía) 20 de junio – 23 de junio de 1820 | Sucesor: él mismo          |
| Predecesor: él mismo, junto al Cabildo y Ramos Mexía | Gobernador de Buenos Aires 23 de junio – 29 de junio de 1820                                           | Sucesor: Manuel Dorrego    |